# 해남군 갑
해남군 갑은 대한민국의 옛 국회의원 선거구이다. 당시 전라남도 해남군의 일부 지역을 관할했다.

## 역사
제헌 국회의원 선거를 앞두고 해남군의 일부 지역을 관할하는 선거구로 신설되었다. 신설 당시 해남군 해남면, 삼산면, 화산면, 현산면, 송지면, 북평면, 옥천면을 관할했다.
제6대 국회의원 선거를 앞두고 해남군 을 선거구와 통합되어 해남군 단독 선거구를 이루게 됨에 따라 폐지되었다.

## 역대 국회의원
| 선거   | 정당 | 정당               | 의원   |
| ------ | ---- | ------------------ | ------ |
| 1948년 |      | 대한독립촉성국민회 | 송봉해 |
| 1950년 |      | 민주국민당         | 윤영선 |
| 1954년 |      | 자유당             | 김병순 |
| 1958년 |      | 자유당             | 김병순 |
| 1960년 |      | 무소속             | 홍광표 |

## 역대 선거 결과

### 대한민국 제헌 국회의원 선거
|  | 50.42% |

|  | 49.57% |

### 대한민국 제2대 국회의원 선거
|  | 58.75% |

|  | 23.80% |

|  | 10.79% |

|  | 6.65% |

### 대한민국 제3대 국회의원 선거
|  | 66.65% |

|  | 33.34% |

### 대한민국 제4대 국회의원 선거
|  | 57.46% |

|  | 23.40% |

|  | 19.13% |

### 대한민국 제5대 국회의원 선거
|  | 30.19% |

|  | 23.03% |

|  | 19.88% |

|  | 15.82% |

|  | 11.06% |